# The Benjamin Royal Sonesta New York
Koordinaten: 40° 45′ 23,8″ N, 73° 58′ 19,2″ W
The Benjamin Royal Sonesta New York, früher und kurz The Benjamin, ist ein Fünf-Sterne-Hotel in Manhattan in New York City, Vereinigte Staaten. Das 1927 eröffnete unter Denkmalschutz stehende Hotel gehört zur Hotel-Kette Sonesta International Hotels Corporation und ist ein Wahrzeichen der Stadt. 

## Beschreibung
Das Luxus-Hotel steht an der Nordostecke von der Lexington Avenue und East 50th Street im Viertel Turtle Bay in Midtown East. Westlich befindet sich schräg gegenüber jenseits der Lexington Avenue das berühmte Luxus-Hotel Waldorf Astoria New York. Weitere Nachbargebäude sind der postmoderne 246 m hohe Wolkenkratzer The Centrale und der Art-déco-Wolkenkratzer 570 Lexington Avenue (General Electric Building, 196 m). In unmittelbarer Nähe befinden sich an der Kreuzung Lexington Avenue/51st Street und im Sockel des gegenüberliegenden Gebäudes 566 Lexington Avenue die Zugänge zur Station „51st Street“ der New York City Subway. Hier verkehren auf der U-Bahn-Strecke IRT Lexington Avenue die Linien .
Das Hotel Benjamin wurde vom Architekten Emery Roth im neuromanischen Stil entworfen und von 1926 bis 1927 erbaut. Bauherr war die Lexington-Concord Corporation unter der Leitung von Moses Ginsberg. Die Eröffnung fand im Oktober 1927 statt. Das Gebäude ist 95,1 Meter (312 Fuß) hoch und hat 29 Stockwerke, von denen 25 bewohnbar sind und vier den Turm bilden. Der zweigeschossige Sockel ist mit Kalkstein verkleidet, darüber besteht die Fassade aus Ziegelstein. Gemäß der Bebauungsverordnung von 1916 besitzt das Gebäude ab der 15. Etage einige Rücksprünge, wobei sich das Bauwerk noch oben hin verjüngt und in einen achteckigen Turm mit Radfenstern übergeht. Auf den Rücksprüngen wurden Terrassen und Dachgärten angelegt. Der Turm beherbergt den Wassertank und wird von einem Pavillon mit flachen achteckigen Ziegel-Mansardwalmdach mit kupferner Spitze gekrönt. Das Gebäude selbst hat ein rotes Ziegel-Krüppelwalmdach. Der Sockel und die oberen Etagen sind reich mit stilisierten romanischen Motiven verziert, die Details wie Pelikan- und Eulenskulpturen und Konsolen in Form von Kriegerköpfen enthalten. An der Ostseite hat das Gebäude von den beiden anliegenden Straßen abgewandt einen großen Lichthof.
Das Hotel ist Teil der sogenannten „Hotel-Alley“ nördlich des Grand Central Terminals. Nach der Eröffnung des Terminals und der U-Bahn-Strecke IRT Lexington Avenue wurde das Hotel im Rahmen der Neugestaltung dieser Gegend von Turtle Bay unter dem Namen „Beverly Hotel“ als Aparthotel konzipiert und errichtet. Nach mehreren Besitzerwechseln wurde 1997 das Beverly Hotel von dem familiengeführten Hotel- und Hotelmanagement-Unternehmen Manhattan East Suite Hotels (ab 2003 Denihan Hospitality Group) erworben und nach dessen Gründer Benjamin J. Denihan Jr. in „The Benjamin“ umbenannt. 1998/99 fanden eine umfangreiche Restaurierung der Fassaden und weitere Renovierungen statt, darunter der Wiederaufbau des Sockels nach historischem Vorbild an der Lexington Avenue. Des Weiteren ersetzte man das vertikale Leuchtschild von 1940 gegen ein Schild mit dem neuen Hotelnamen. Die Wiederöffnung fand im April 1999 als Luxus-Hotel statt. Im April 2022 wurde das Benjamin Hotel in „Benjamin Royal Sonesta New York“ umbenannt. Das Hotel bietet 209 Gästezimmer und Suiten, ein Restaurant und die Bibliothek-Bar.
Die New Yorker Landmarks Preservation Commission (LPC) erklärte am 22. November 2016 das Hotel The Benjamin zu einem Denkmal der Stadt.

## Prominente Gäste
Zu den zahlreichen prominenten Gästen gehörten unter anderen Polarforscher und Admiral Richard E. Byrd, General Douglas MacArthur mit seiner Frau Louise Cromwell Brooks, der englische Schauspieler Lionel Atwill, Jacob K. Lasser, Herausgeber von Steuererklärungsratgebern und der Bankier und Kunstsammler Chester Dale.

## Ansichten

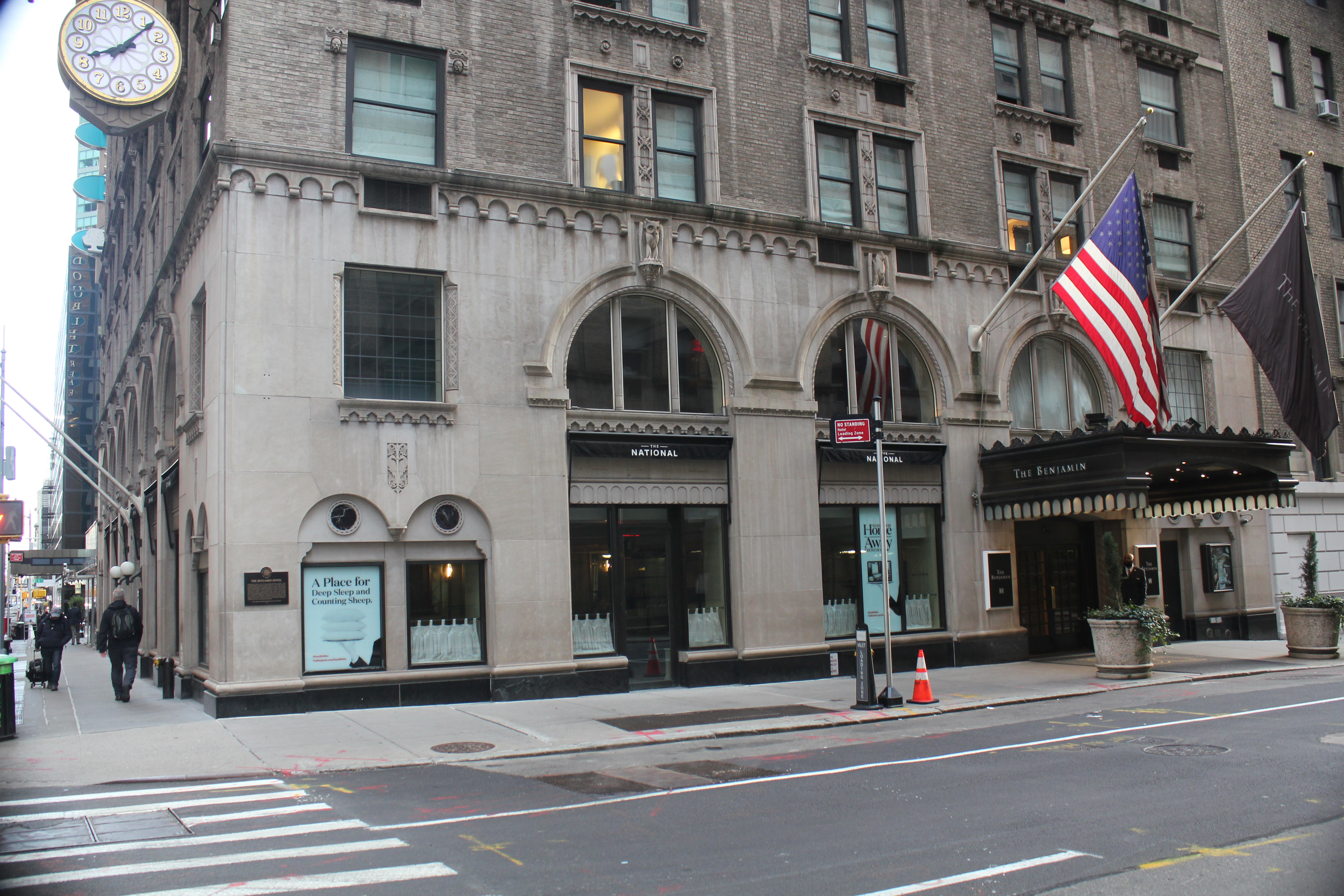
Der zweigeschossige Sockel mit Hoteleingang in der 50th Street
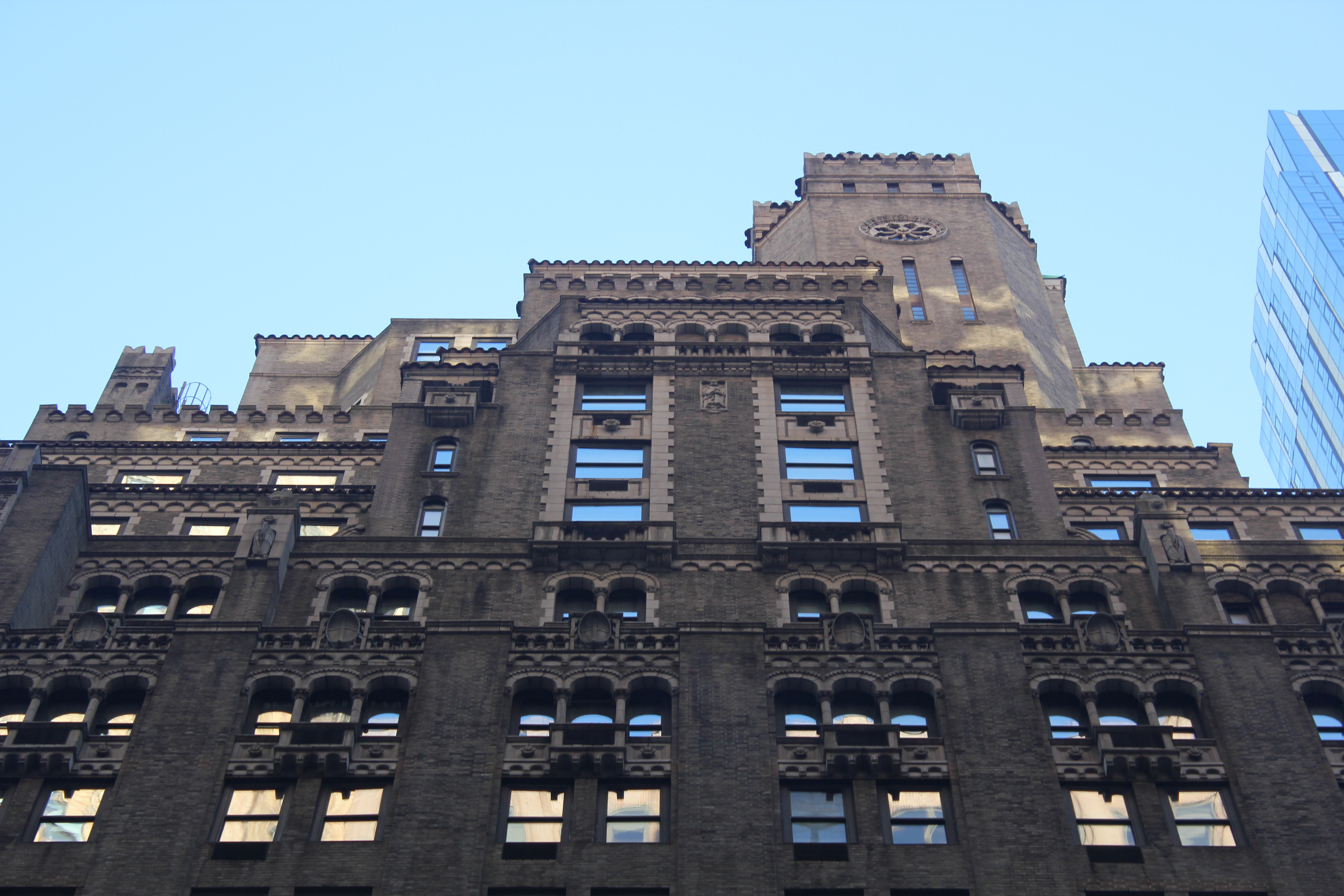
Gebäudekrone mit romanischen Schmuckelementen und Turm
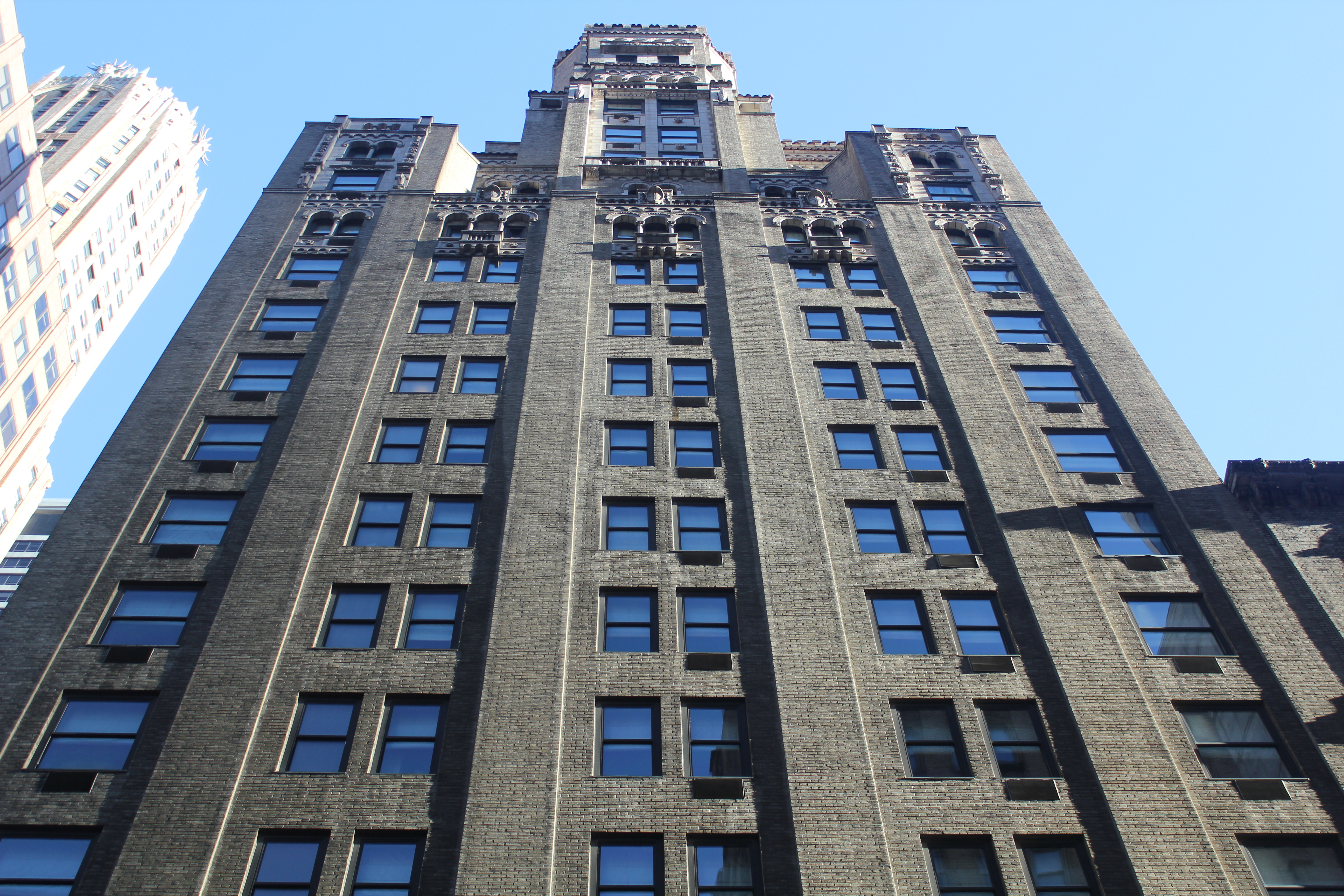
Vertikale Fassadenansicht an der 50th Street (2023)
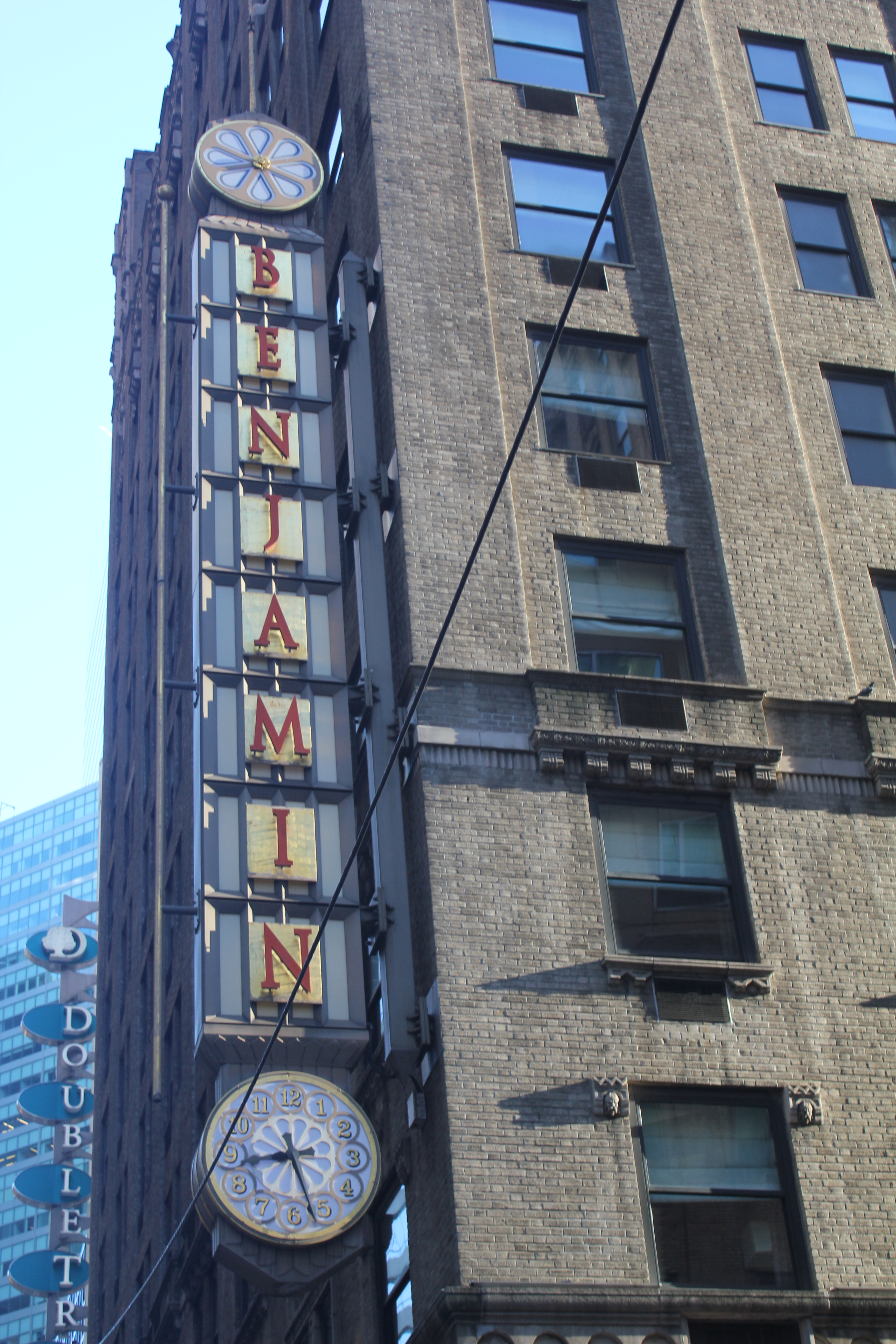
Hotel-Leuchtschild von 1999
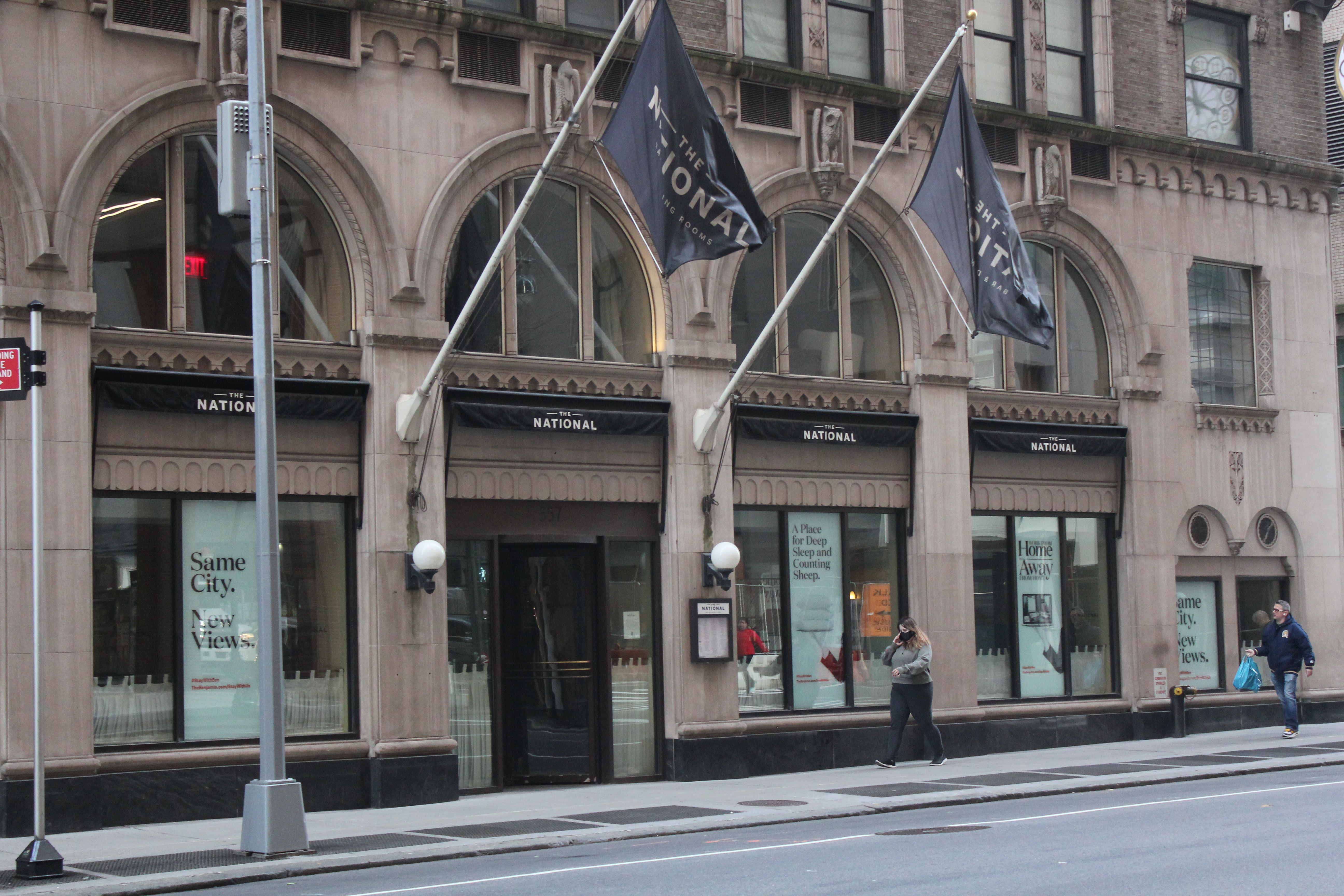
Sockel an der Lexington Avenue